# Архитектура Хабаровска

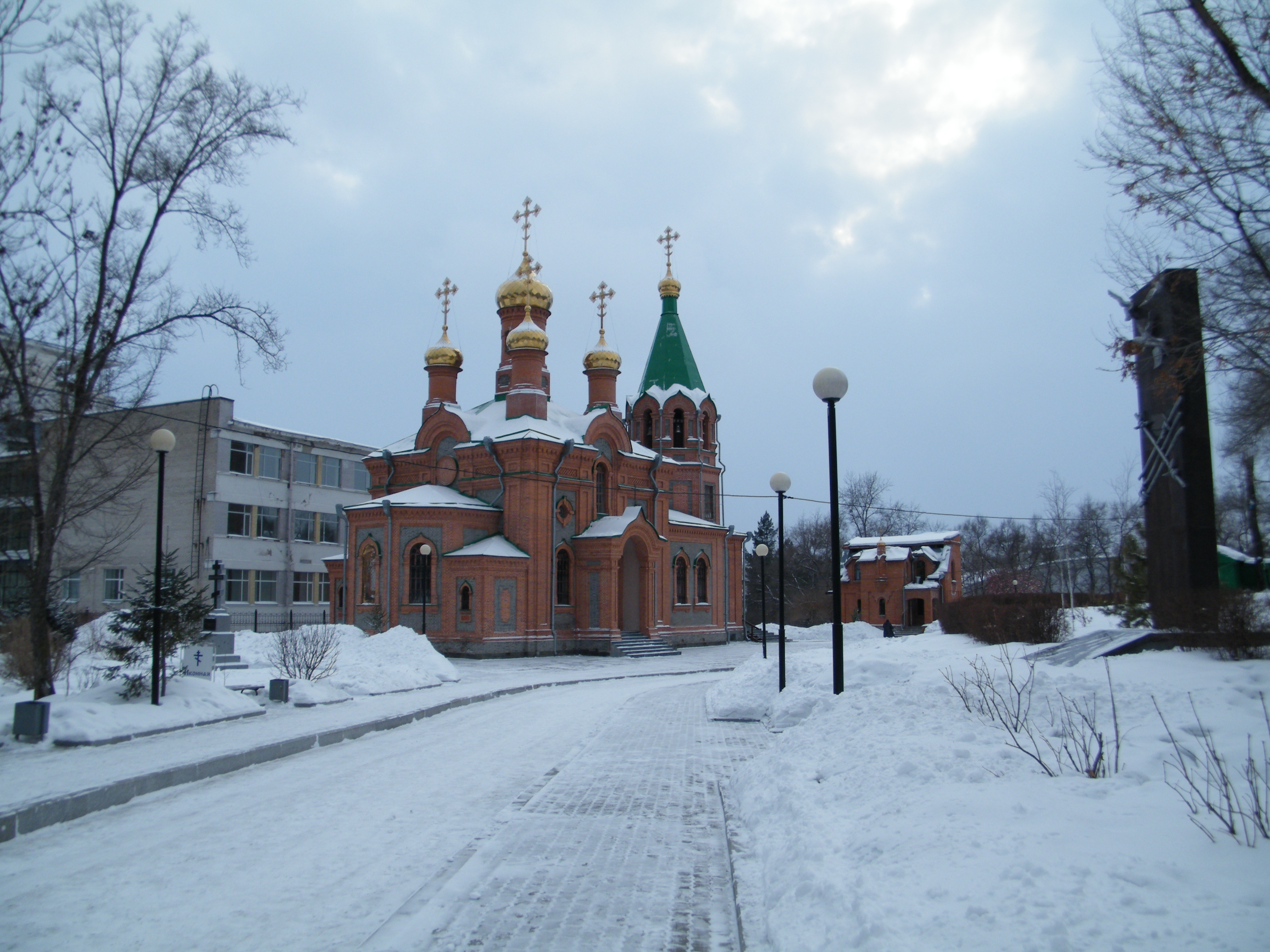
Храм Святителя Иннокентия Иркутского.
В 1960-е — начале 1990-х годов в здании размещался Хабаровский планетарий

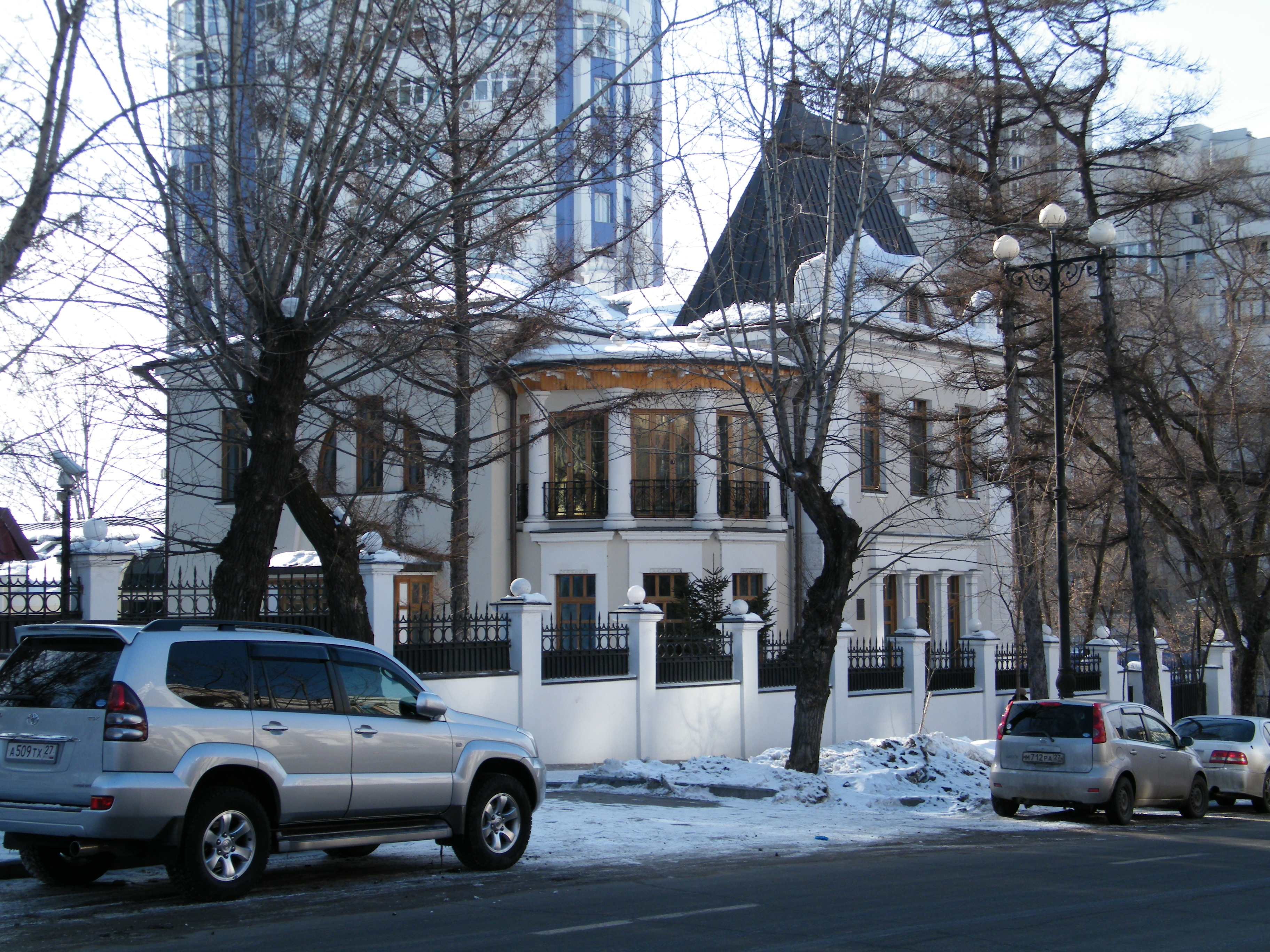
Особняк 1912 года на ул. Волочаевская

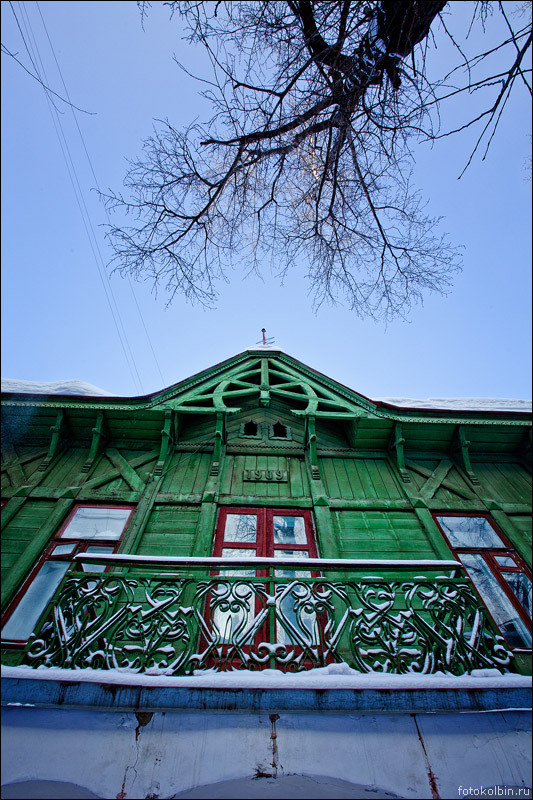
Доходный дом Волоцкого, 1909

Первый проект планировки Хабаровки (архитектор М. Люблинский) был разработан в 1864 году. Он предусматривал застройку по гребням трёх холмов и пересекающим холмы улицам параллельно реке Амур.
В 1880 году, когда Хабаровка получила статус города, был составлен новый план: центральная часть города определена между Амуром, речками Плюснинкой (после заключения в подземную трубу прекратила своё существование, ныне Уссурийский бульвар), Чердымовкой (после заключения в подземную трубу прекратила своё существование, ныне Амурский бульвар) и Хабаровской улицей (ныне улица Дзержинского). В этом районе размещались административные здания и дома богатых горожан.
Третий план застройки Хабаровска (1893 год) предусматривал развитие планировочной сетки улиц. К началу XX века город состоял из 120 редко застроенных кварталов.
Четвёртый план застройки города в рамках стратегического плана устойчивого развития города Хабаровска до 2020 года был принят Хабаровской городской думой в 2006 году.

## Допромышленный этап
Этот этап включает время от основания главного военно-сторожевого поста в 1858 году до принятия второго плана развития в 1880 году, когда Хабаровску присвоен статус города.
Главная городская магистраль и главная ось города — река. Композиция города задаётся ландшафтом: гребни трёх холмов Военной, Средней и Артиллерийской гор становятся тремя центральными улицами, которым отводится главная роль в композиции плана.
Первые строения города располагались на месте современной гостиницы «Интурист», построена Иннокентьевская церковь, сначала деревянная, затем каменная. Появились казачьи казармы на холме, который до сих пор называется Казачьей горой. Центральной улицей по первому плану развития города являлась Береговая (ныне улица Шевченко), на узком плато берегового спуска от реки Бари (Чердымовки) до улицы Хабаровской (улица Муравьева-Амурского) запроектирован городской сад. В 1872 году построен речной порт.

## Промышленный этап, 1880—1917 годы
Планировочная структура Хабаровска изменяется. Город поворачивается к новой главной магистрали — железной дороге, начинает расти в глубину по осям трёх главных улиц — Тихменевской, Муравьёво-Амурской, Барановской. Город прирастал слободками, возникающими при промышленных предприятиях (Арсенальная, Железнодорожная) или основанными переселенцами из западных губерний Российской империи (Хохлацкая и Дальнехохлацкая).
Здания данного этапа, являющиеся объектами исторического и культурного наследия федерального значения:
- Дом Порошина, 1880—1890 гг., улица Дзержинского, 22.
- Здание военного собрания, 1884 г., 1916 г., улица Шевченко, 7. Сейчас тут Дальневосточный художественный музей и концертный зал краевой филармонии.
- Доходный дом Хлебниковых, 1891 г., 1902 г., улица Муравьёва-Амурского, 8. Хабаровская краевая филармония и аптека на первом этаже.
- Здание кадетского корпуса, 1893 г., 1903 г., улица Серышева, 13. В 1930-е годы тут располагалось главное управление (ГУПР) железных дорог Дальнего Востока, давшее название прилегающему району — Гупровский городок, сейчас входит в комплекс зданий штаба Дальневосточного военного округа.
- Здание музея Приамурского отдела Географического общества, 1894 г., 1900 г., улица Шевченко, 11. Региональное представительство партии «Единая Россия».
- Доходный дом Кровякова, 1899 г., 1911 г., улица Муравьёва-Амурского, 12 — одно из зданий Театра юного зрителя.
- Доходный дом Танцыревых, 1900 г., улица Муравьёва-Амурского, 3.
- Здание реального училища, 1900—1903 гг., улица Пушкина, 54 — до 2008 года здесь была третья городская больница.
- Дом Плюснина, кон. XIX в., улица Ленина, 15. До 2008 года здесь располагался Геологический музей, после начала реконструкции здания экспонаты перевезли в новый корпус Краеведческого музея, а здание отдали под институт инновационных технологий.
- Доходный дом купца Тифонтая (до 1898 г.), кон. XIX — нач. XX вв., улица Тургенева, 69. В здании находится штаб Уссурийского казачьего войскового общества и казачьего общества «Станица Амурско-Уссурийская».
- Доходный дом Люббена, кон. XIX — нач. XX вв., улица Тургенева, 86.
- Дом Пьянкова, 1900-е годы, улица Истомина, 53.
- Дом Даттана, 1900-е годы, улица Истомина, 54.
- Дом Александро-Ксениевской общины, нач. XX в., улица Тургенева, 73.
- Здание Общественного собрания, 1901 г., улица Муравьёва-Амурского, 10 — одно из зданий Театра юного зрителя.
- Торговый дом Плюсниных, 1902 г., улица Муравьёва-Амурского, 1 — долгие годы тут Краевая научная библиотека.
- Здание казначейства, 1902 г., улица Шевченко, 5 — теперь в здании располагается гостиница «Парус».
- Здание Государственного банка, 1904—1907 гг., улица Шевченко, 20. Сейчас тут Военно-исторический музей Восточного (Дальневосточного) военного округа.
- Дом Волковинского, 1906 г., улица Запарина, 63.
- Торговый дом товарищества «Кунст и Альберс», 1906 г., улица Муравьева-Амурского, 9 — магазин «Центральный гастроном».
- Городской дом, 1907—1909 гг., улица Муравьёва-Амурского, 17 — в советское время был Домом пионеров, сейчас помимо Дворца детского и юношеского творчества здесь различные магазины и художественная выставочная галерея.
- Комплекс зданий товарищества «Кунст и Альберс», 1908—1910 гг., улица Истомина, 49, 51 — Общежитие для служащих и склад.
- Дом Гоголева, 1910—1912 гг., улица Дзержинского, 18.
- Дом Малченко, 1910-е годы, улица Шеронова, 113.
- Дом Пахорукова, 1911—1912 гг., улица Волочаевская, 159 — частный дом.
- Здание рефрижератора, 1912 г., улица Кавказская, 35 — склады, магазины стройматериалов.
- Доходный дом Такэути, 1912 г., улица Муравьёва-Амурского, 5 — магазины.
- Филипповская церковь, 1913 г., улица Серышева, 13 — сейчас входит в комплекс зданий штаба Дальневосточного военного округа.

|                                                |                                   |                                                    | |                                                                        |                                                               |
| Доходный дом купца Тифонтая, ул. Тургенева, 69 | Военное собрание, ул. Шевченко, 7 | Торговый дом Плюсниных, ул. Муравьёва-Амурского, 1 | Здание бывшей Городской думы, ул. Муравьёва-Амурского, 17 (Дворец детского и юношеского творчества) | Доходный дом Гржибовского И. А., ул. Муравьёва-Амурского, 22, 1902 год | Военная архитектура конца XIX века — казарма по ул. Гамарника |

## Социалистический этап, 1917—1991 годы
Индустриализация привела к возникновению индустриального пояса, чёткого разделения промышленных и селитебных территорий. Второй фактор, который начинает определять градостроительный облик Хабаровска — индустриализация самого строительного комплекса.
Здания данного этапа, являющиеся объектами исторического и культурного наследия федерального значения:
- Здание Дальневосточного банка, 1927—1928 гг., улица Муравьёва-Амурского, 21 — теперь офисное здание.
- Дом Советов, 1929—1930 гг., улица Муравьёва-Амурского, 19 — здание краевой думы.
- Комплекс зданий ОДОСА, 1930 г., 1956 г., улица Шевченко, 16, 18. Теперь здание называется Окружной дом офицеров Российской Армии.
- Дом Коммуны, 1931—1933 гг., улица Муравьёва-Амурского, 25. Жилой дом, кафе, Театр драмы, спортзал и офисы.
- Дом специалистов, улица Карла Маркса, 41. Жилой дом для сотрудников высших учебных заведений.
- Дом командиров особого Краснознамённого Дальневосточного военного округа, 1935 г., улица Серышева, 5.

|                                                                                        |                                                                                       |                                          |                                                                                    |                                                                                  |                                                                                              |
| Здание Дальневосточного банка (1927-1928), памятник архитектуры федерального значения. | Бывшее административное здание Главдальстроя. Архитектор Е. Б. Серебряков, 1936—1938. | Комплекс зданий ОДОРА, ул. Шевченко, 16. | Дом Коммуны. Слева — Хабаровский краевой театр драмы и комедии (бывший клуб НКВД). | Управление Главамуррыбпрома (1943—1946), памятник архитектуры краевого значения. | Стела «Ладья» перед железнодорожным и автомобильным мостом. На заднем плане — «дом-призрак». |

В Краснофлотском районе на сопке у Хабаровского моста более 70 лет возвышается недостроенное здание водонапорной станции с двумя круглыми железобетонными резервуарами, именуемое в народе «дом-призрак», «дом архитектора», «дом с привидениями» и др. В 1930-е годы вблизи моста, железнодорожной станции Амур и мясокомбината (ныне филиал компании «Балтимор») предположительно военными или заключёнными построено это сооружение, по неизвестным причинам работы прекращены. Местные диггеры предполагают, что там имеются забетонированные шахты, ведущие в тоннель под Амуром. Здание привлекает фотографов открывающимся видом на Хабаровский мост и левобережье Амура.

## Современный этап, с 1991 года
До конца 1990-х годов в градостроительстве Хабаровска наблюдалась стагнация. Ограничивались достройкой жилых домов, заложенных в 1980-е годы, строительством небольших торговых центров, косметическим ремонтом центральных улиц города.
С начала XXI века объёмы строительных работ значительно увеличились, построен ряд общественных зданий (цирк, несколько новых храмов, торговые комплексы «НК-Сити», «Большая Медведица», «Эльдорадо»), подвергся коренной реконструкции железнодорожный вокзал (станция Хабаровск-1).
В связи со значительным увеличением количества личных автомобилей (преимущественно японского производства) построены путепроводы и транспортные развязки на главных магистралях города: Трёхгорная — Тихоокеанская, Карла Маркса — Ленинградская, Карла Маркса — Большая, Краснореченская — Юности, Восточное Шоссе — просп. 60 лет Октября — ул. Ленинградская, ул. Шелеста — Воронежская — ул. Большая, Запарина — Пионерская; построена автодорога, соединяющая авиагородок и Краснофлотский район; главные городские улицы значительно расширены для автотранспорта.
Начато и продолжается строительство высотных жилых домов методом монолитного непрерывного железобетонного домостроения, на первых этажах зданий размещаются офисы, кафе и супермаркеты; в цокольных и подвальных — автостоянки. Современные «высотки» располагаются преимущественно на пустырях или под них сносится ветхое жильё в центре города. Получает распространение «точечная застройка» — жилые дома до девяти этажей, с двумя-тремя квартирами на этаж.
Значительно развивается коттеджное строительство, зачастую в ущерб природным ландшафтам, сельскохозяйственным угодьям и экосистемам (коттеджи в питомнике плодовых деревьев им. Лукашова).
Под торговые комплексы переоборудуются пустующие цеха заводов и складские помещения.

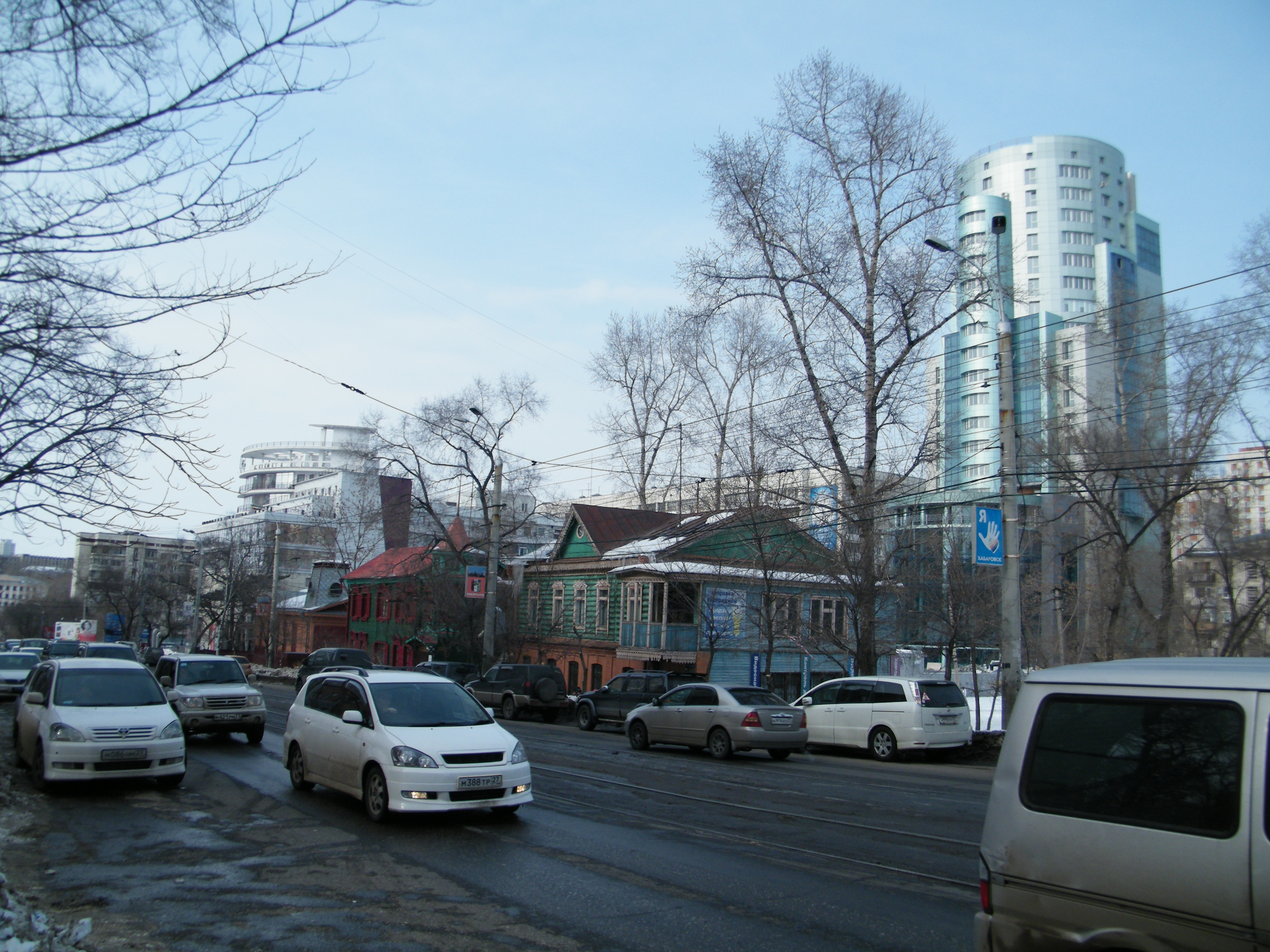
Ул. Шеронова, деревянная застройка конца XIX — начала XX века и современные здания.
Жилищный комплекс «Дендрарий». Архитектор В. В. Бондаренко.
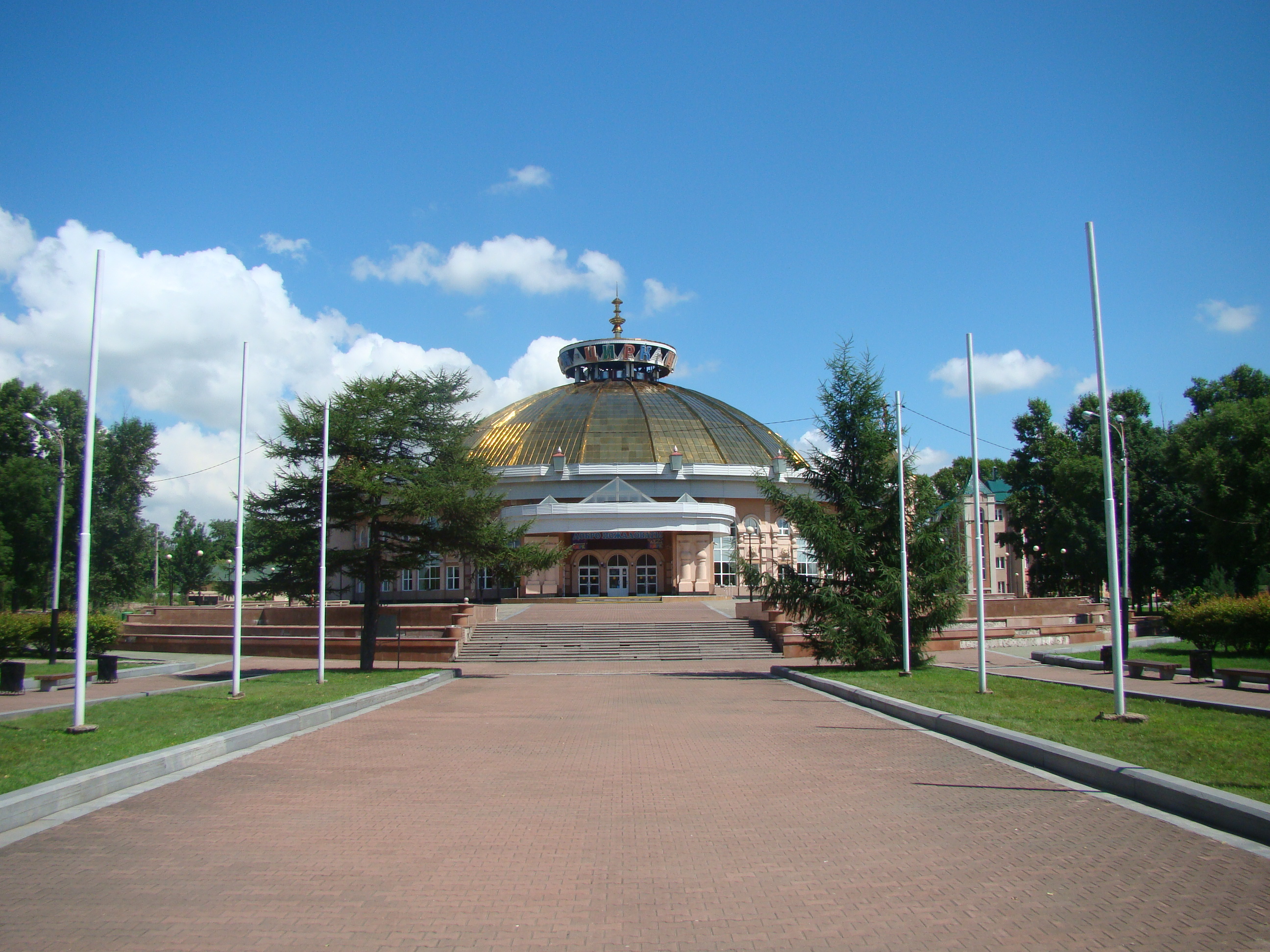
Хабаровский цирк.
Транспортная развязка Карла Маркса — Ленинградская, комплекс НК-сити, здания «точечной» застройки.